# 酒井泰弘
酒井 泰弘（さかい やすひろ、1940年12月19日 - ）は、日本の経済学者。筑波大学名誉教授、滋賀大学名誉教授。経済学博士（ロチェスター大学）。

## 来歴・人物
大阪府大阪市出身。大阪府立住吉高等学校を経て、1963年神戸大学経済学部卒業。1965年神戸大学大学院経済学研究科修士課程修了。1970年にロチェスター大学大学院経済学研究科修士課程を修了し、ピッツバーグ大学経済学部の助教授となる。1972年ロチェスター大学大学院経済学研究科博士課程修了。広島大学政経学部助教授、筑波大学社会科学系教授等を経て、2002年より滋賀大学経済学部教授。退官後も同大学や龍谷大学で教鞭を執る。専門は理論経済学、経済政策、リスク研究。
学外においては、日本リスク研究学会会長、日本地域学会会長、生活経済学会会長、ニューヨーク大学日米経営経済研究センター研究理事、日本学術会議会員等を歴任。

## 年譜
- 1940年 - 大阪府大阪市にて出生
- 1959年 - 大阪府立住吉高等学校卒業
- 1963年 - 神戸大学経済学部卒業
- 1965年 - 神戸大学大学院経済学研究科修士課程修了、コロラド大学経済研究所特別研究生
- 1970年 - ロチェスター大学大学院経済学研究科修士課程修了
- 1971年 - ピッツバーグ大学経済学部助教授
- 1972年 - ロチェスター大学大学院経済学研究科博士課程修了
- 1975年 - 広島大学政経学部助教授
- 1979年 - 筑波大学社会科学系助教授
- 1990年 - 筑波大学社会科学系教授
- 1995年 - 日本生活学会会長[1]
- 2002年 - 筑波大学名誉教授、滋賀大学経済学部教授
- 2005年 - 日本地域学会会長[2]
- 2006年 - 滋賀大学名誉教授、滋賀大学経済学部特任教授、龍谷大学経済学部特任教授[3]

## 受賞歴・表彰歴
- 1999年 - 郵政大臣表彰
- 2002年 - 総務大臣表彰
- 2002年 - 日本リスク研究学会賞
- 2004年 - 大韓民国学術院長表彰
- 2005年 - 日本地域学会功績賞
- 2010年 - 日本地域学会学会賞（著作賞）
- 2021年 - 瑞宝中綬章[4][3]

## 著書

### 単著
- 『不確実性の経済学』（有斐閣, 1982）
- 『寡占と情報の理論』（東洋経済新報社, 1990）
- 『リスクと情報 新しい経済学』（勁草書房, 1991）
- 『はじめての経済学』（有斐閣, 1995）
- 『リスクの経済学―情報と社会風土』（有斐閣, 1996）
- 『リスク社会を見る目』（岩波書店, 1985）
- 『リスクの経済思想』<滋賀大学リスク研究センター研究叢書>（ミネルヴァ書房, 2010）

### 共著
- 『近代経済学―ミクロ経済の理論』（有斐閣，1978）
- 『ミクロ経済学』（有斐閣, 1989）
- 『経済学の先駆者たち―アダム・スミスからマーシャルまで』（日本経済新聞社，1995）
- 『自由経済と倫理』（成文堂，1995）
- 『保険文化―リスクと日本人』（千倉書房，1995）
- Organization, Performance, and Equity; Perspectives on the Japanese Econony(Kluwer Academic Pablishers,1996)
- 『社会科学の新しいパラダイム』（ニッセイ出版，1996）
- 『社会科学の日本的パラダイム』（ニッセイ出版，1998）
- 『日本社会の再生』（ニッセイ出版，2001）
- 『経済学をつくった巨人たち―先駆者の理論・時代・思想』（日本経済新聞社[日経ビジネス人文庫]，2002）
- 『日本の選択―もうひとつの改革路線』（ミネルヴァ書房，2002）
- 『環境政策とマネジメント』（岩波書店，2003）

### 共編著
- 『生活経済学入門』（東洋経済新報社, 1997）
- 『リスク学事典』（TBSブリタニカ，2000）
- 『リスク、環境および経済』（勁草書房, 2004）
- 『増補改訂版リスク学事典』（阪急コミュニケーションズ，2006）

### 訳書
- ポール・サミュエルソン『サミュエルソン経済学体系第7巻―厚生および公共経済学』（勁草書房, 1991）
- ハル・ヴァリアン『入門ミクロ経済学』（勁草書房, 1992）
- ジョン・サットン『経済の法則とは何か―マーシャルと現代』（麗澤大学出版会, 2007）